# День спасателя (Украина)

Эмблема МЧС Украины.

День спасателя Украины — профессиональный праздник всех сотрудников Министерства чрезвычайных ситуаций Украины.

## Регламентирующий документ
Указ Президента Украины Виктора Ющенко № 830/2008 от 12 сентября 2008 года
В подписанном ранее 27.08.04 Президентом Украины Указе № 1010/2004 «О дне работников гражданской защиты», отмечен значительный вклад пожарных и аварийно-спасательных формирований и служб в дело защиты населения и территорий от последствий чрезвычайных ситуаций техногенного и природного характера.
Указ Президента Украины № 830/2008 от 12 сентября 2008 года.
«О Дне спасателя» отменяет вышеуказанный указ и название праздника «О дне работников гражданской защиты», однако дата празднования остается прежней, 17 сентября.

## История
Ранее, с середины 90-х, у украинских спасателей было два праздника. Работники пожарной охраны, начиная с 1995 г., отмечали свой профессиональный праздник 29 января. А спасатели с 1998 г. — в последнюю субботу октября.
27 августа 2004 года, Леонид Кучма издает Указ N 1010/2004 следующего содержания: "Учитывая значительный вклад пожарных и аварийно-спасательных формирований и служб в дело защиты населения и территорий от последствий чрезвычайных ситуаций техногенного и природного характера, п о с т а н о в л я ю:
1. Установить на Украине профессиональный праздник День работников гражданской защиты, который отмечать ежегодно 17 сентября. Этот день 17 сентября выбран не случайно, так 17 сентября православной церковью празднуется день Иконы Божей Матери, которая является покровительницей пожарных и спасателей и оказывает помощь всем, кто попал в беду.
2. Признать утратившими силу: Указ Президента Украины от 2 января 1995 N 7 (7 / 95) «О Дне работников пожарной охраны». Также отменялся и Указ Президента Украины от 22 октября 1998 N 1170/98 «О Дне спасателя».
Таким образом, два национальных украинских профессиональных праздника «День работников пожарной охраны» и «День спасателя» были объединены в один общий, под названием: «День работников гражданской защиты».
Но и этот праздник продержался не долго, с 2004 по 2008 год. В 2008 г. Министерство по вопросам чрезвычайных ситуаций Украины (МЧС) предложило, а тогдашний глава государства Виктор Ющенко принял предложение переименовать объединенный День работников гражданской защиты в День спасателя.
Теперь, 17 сентября именуется «Днём спасателя Украины» и в этот день, работники пожарной охраны отмечают свой профессиональный праздник вместе со всеми сотрудниками Министерства Украины по вопросам чрезвычайных ситуаций и по делам защиты населения от последствий Чернобыльской катастрофы.